# Caus Castle
Caus Castle er ruinen af et voldsted og middelalderborg i i Westbury i det engelske county Shropshire. Den ligger på foden af Long Mountain hvor den kontrollerede ruten mellem Shrewsbury i Shropshire til Montgomery i Powys, Wales på grænsen mellem England og Wales. Den blev ødelagt under den engelske borgerkrig og har været en ruin siden.